# Semiothisa myandaria
Semiothisa myandaria là một loài bướm đêm trong họ Geometridae.